# Vezelka Venanto
Vezelka Venanto, olykor Weszelka Venanto (? – 1907.) magyar építész és építőmester.

## Élete
Elsősorban építőmesterként működött a 19. század végén, de több épületet saját maga tervezett is meg.
Vörösvári úti tiszti pavilonjának és laktanyaépületének eklektikus homlokzatát 2018-ban városképileg védetté nyilvánították.

## Ismert épületei
- 1886-1887: Glück-szanatórium, Budapest, Városligeti fasor 9-13.[4] – 1948/49-ben lebontották
- 1894-95: Hlavay György bérháza, Hernád utca 30.[5]
- 1895-96: Hlavay György bérháza, Hernád utca 32.[5]
- 1895-96: Abonyi József bérháza, Nefelejcs utca 27-29[5]
- 1895-96: Oestereicher Jenő bérháza, Bethlen Gábor utca 6.[5]
- 1896-97: Hlavay György bérháza, Murányi utca 46.[5]
- 1896: Hlavay-villa, Budapest, Thököly út 66.[6]
- 1899: tiszti pavilon és laktanyaépület, Budapest, Vörösvári út 105.[3]
- 1901: Hlavay-villa, Budapest, Thököly út 64.[7] – az épületet 2022/23-ban felújították
- 1903: iroda és raktárépület, Budapest, Balzac u. 5. (az 1920-as években Tauszig Béla és Róth Zsigmond tervei alapján bővítették, Baumhorn Lipót emeletet épített rá, majd Lipták Pál tervei alapján lakó- és üzletházzá alakították)[8]
- 1906: lakóház emeletráépítés, Budapest, Dagály-u. 2.[9]

### Egyéb létesítmények
- a Budapesti Honvéd Helyőrségi Kórház (ma: Merényi Gusztáv Kórház) kerítése, Budapest, Gyáli út 17-19.[10]

## Képtár

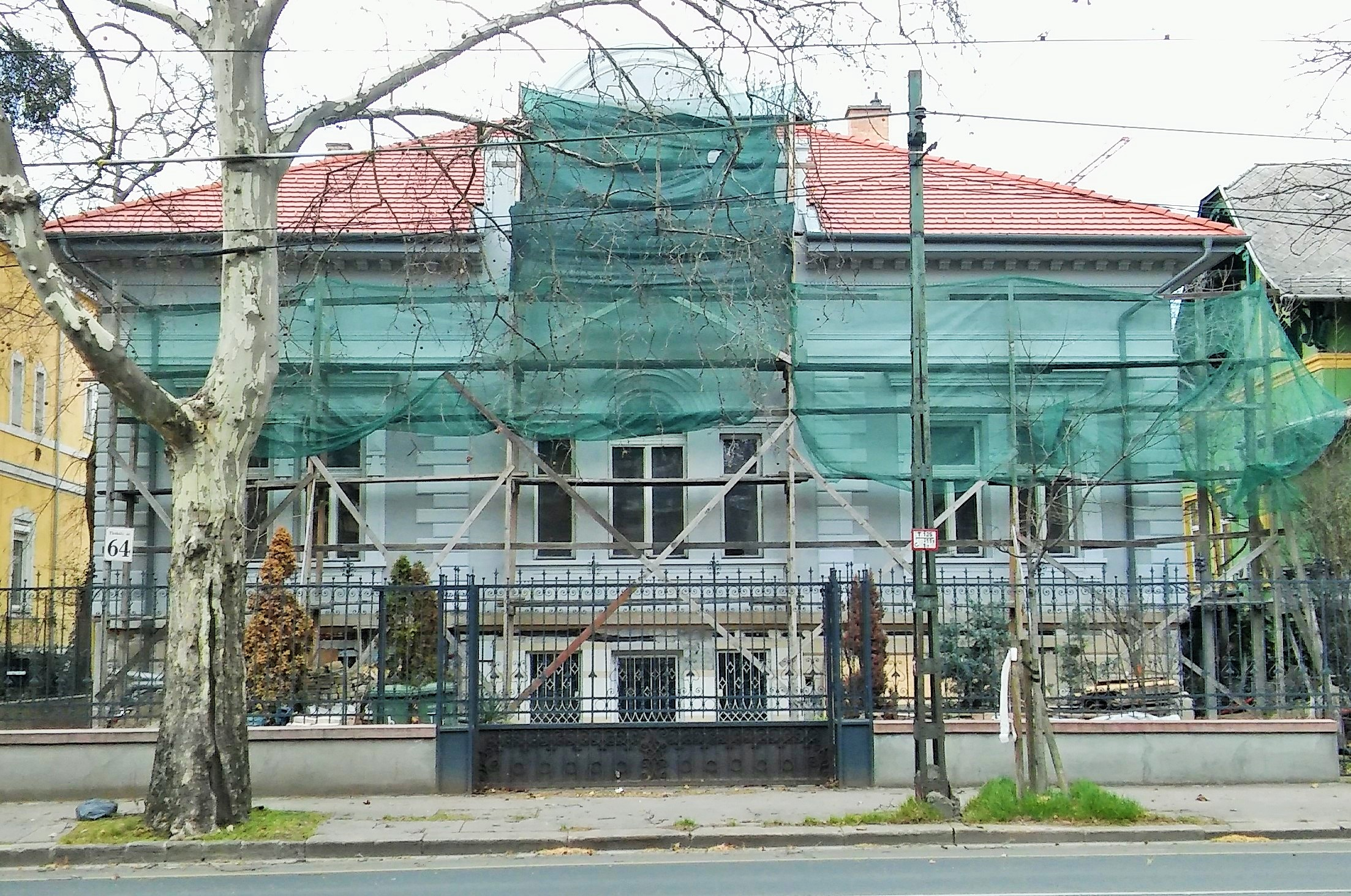
Thököly út 64. (felújítás alatt)
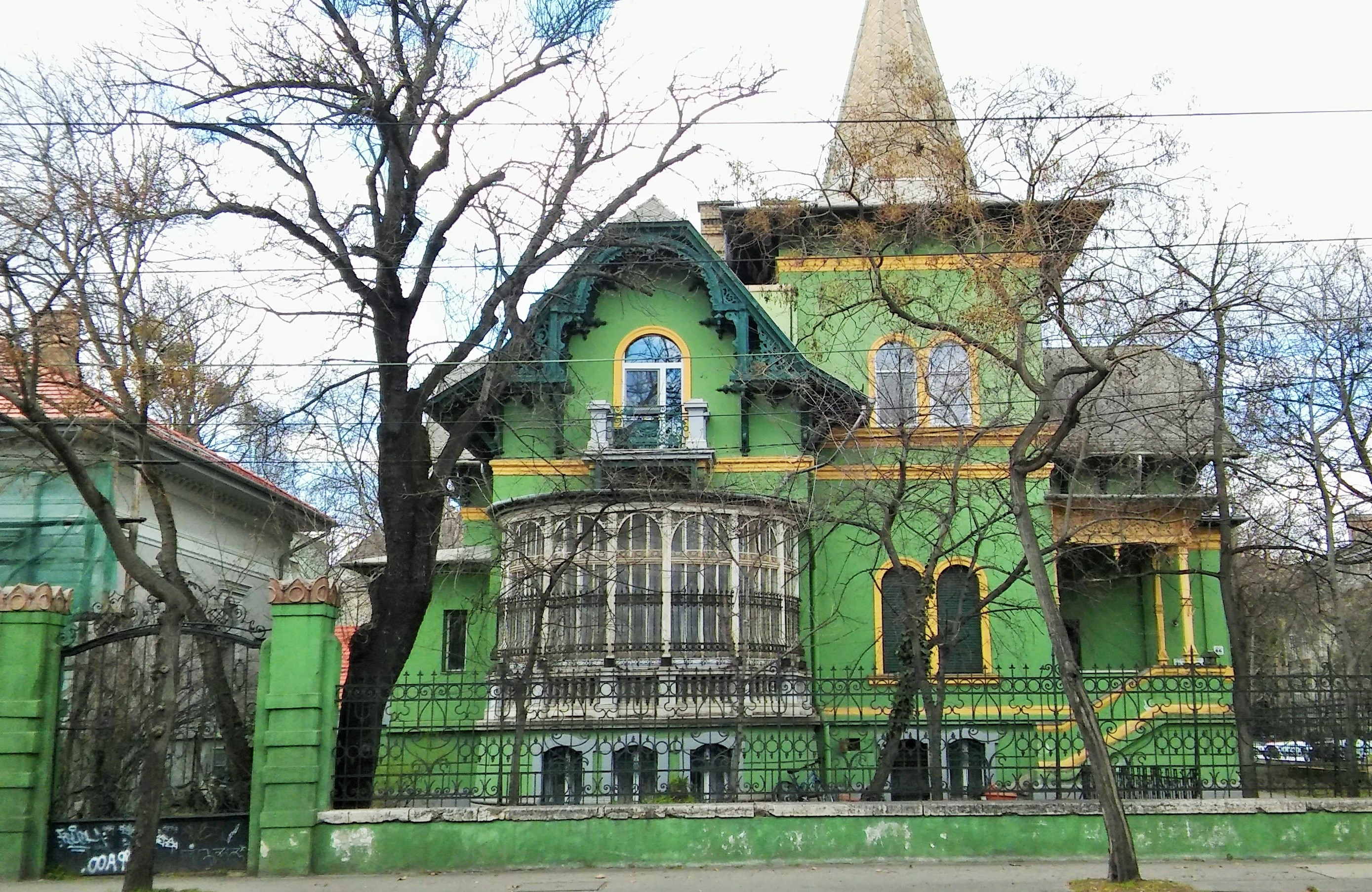
Thököly út 66.
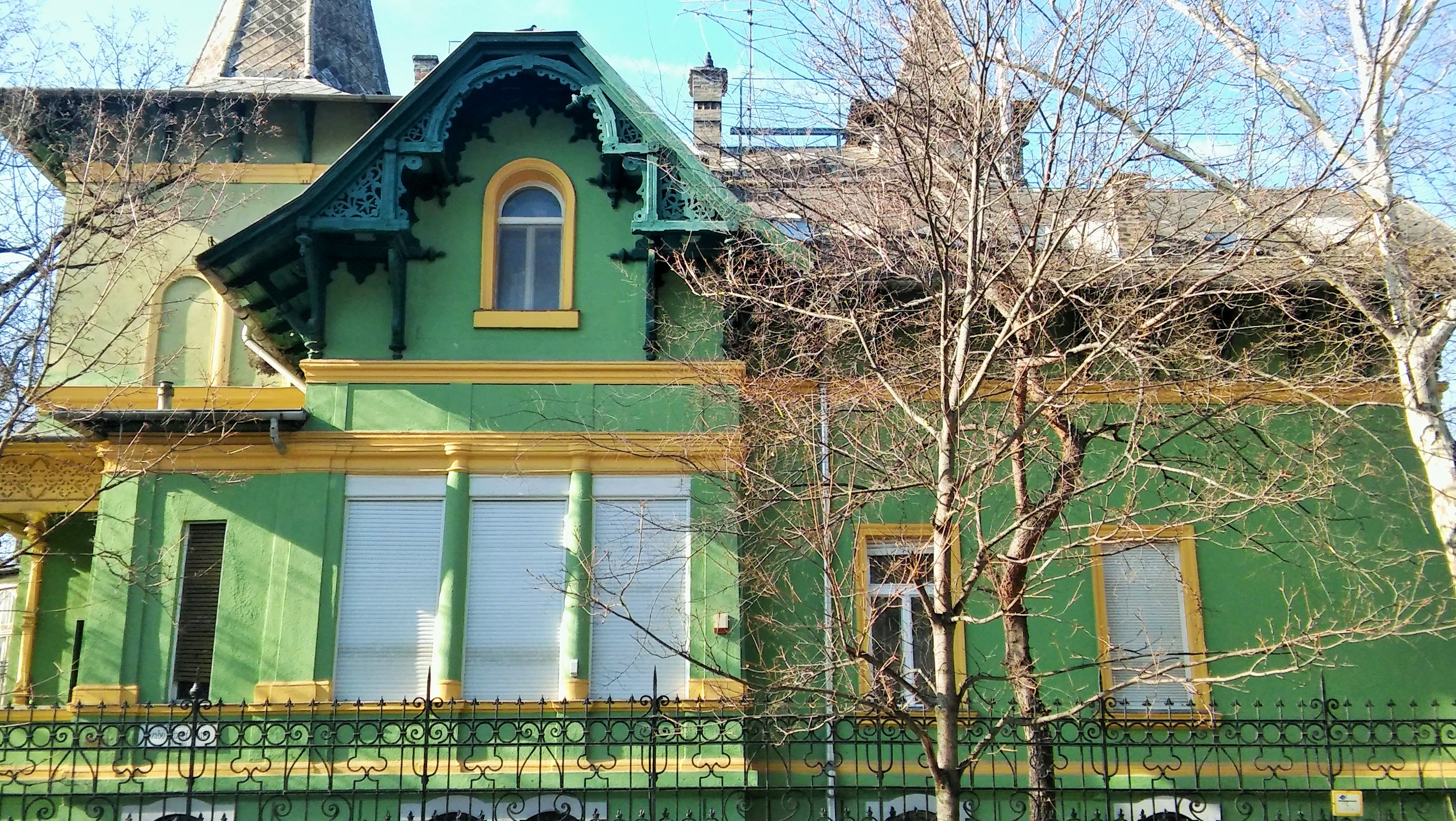
Thököly út 66.
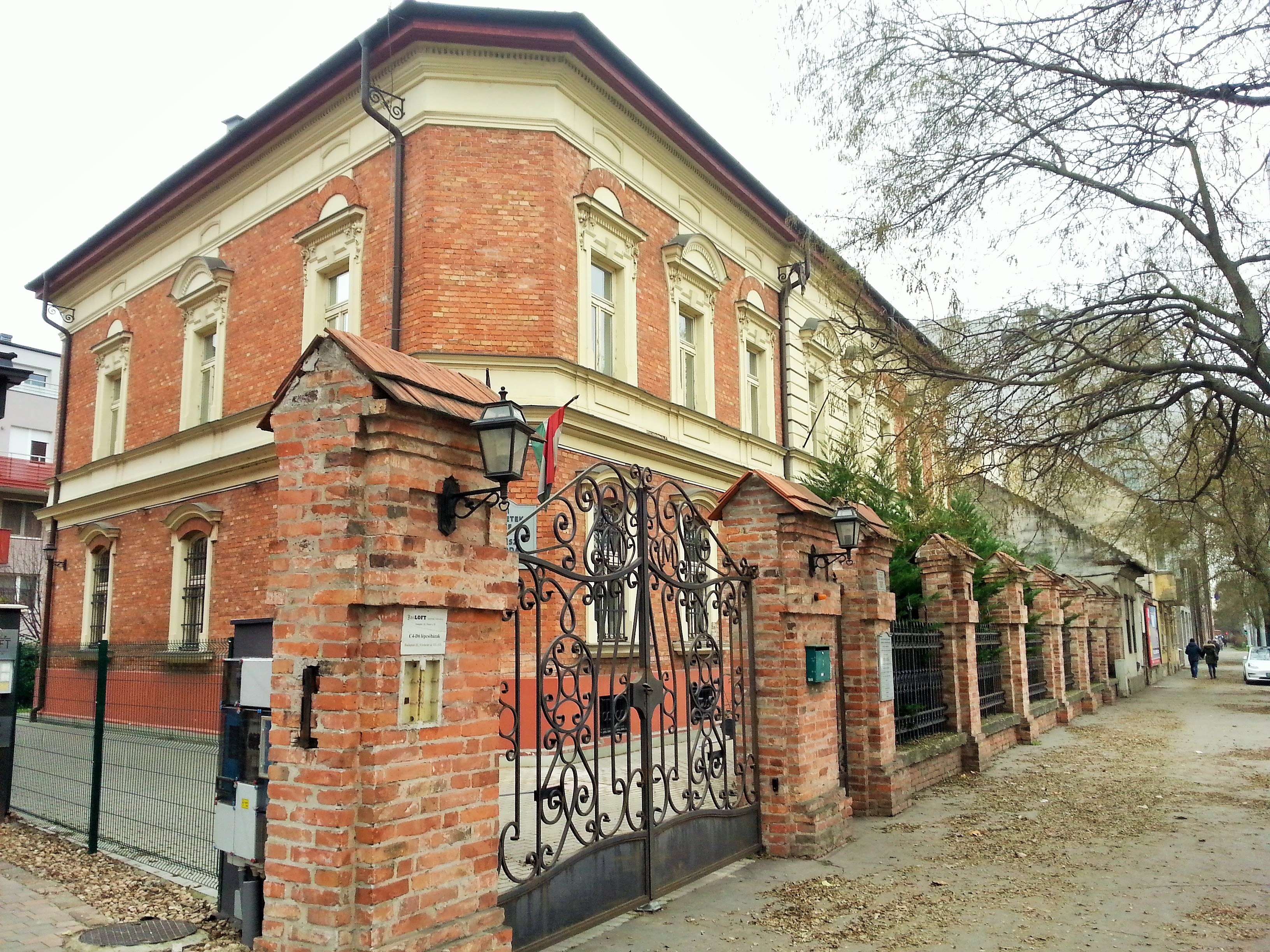
Vörösvári út 105.
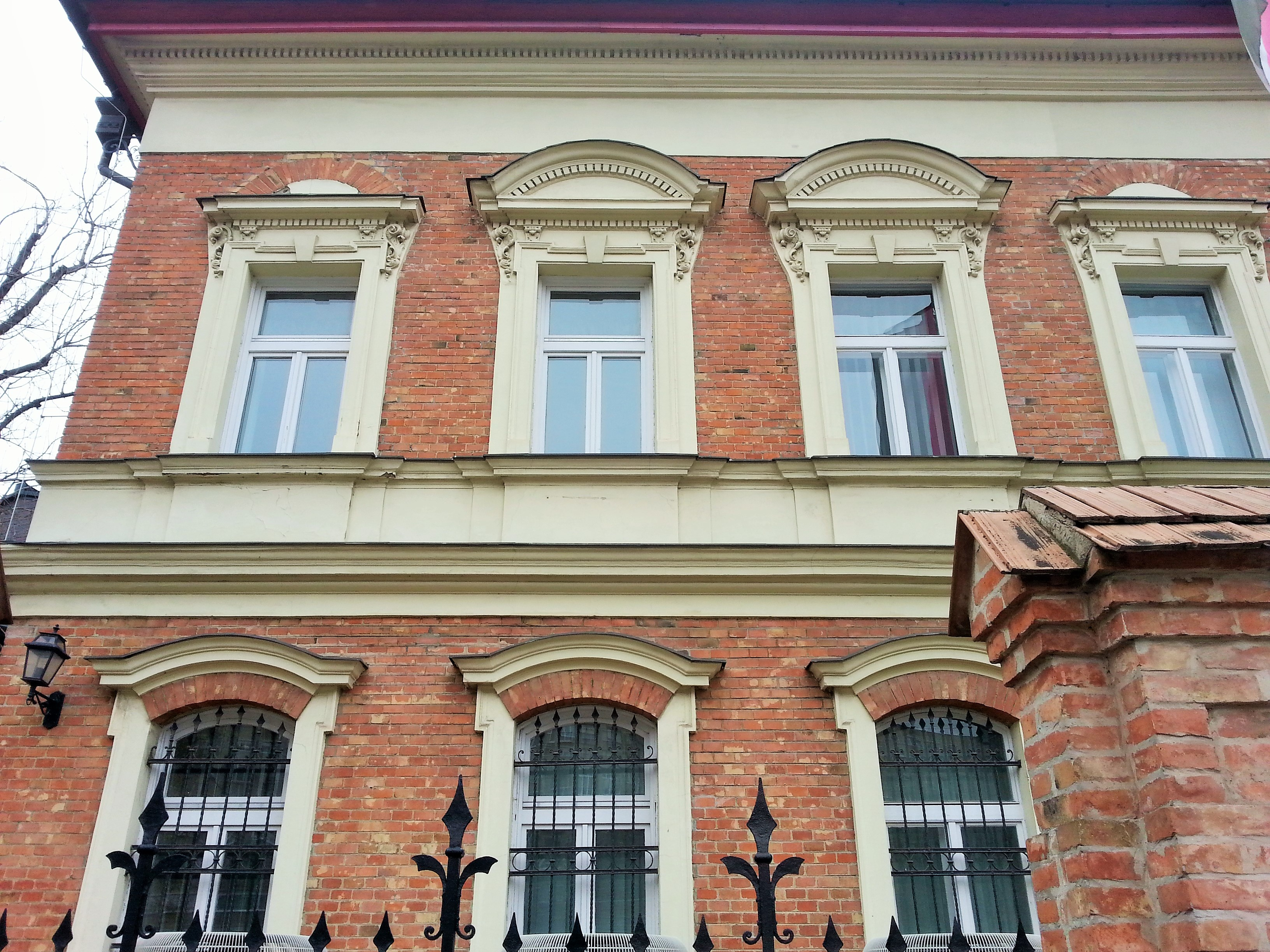
Vörösvári út 105.
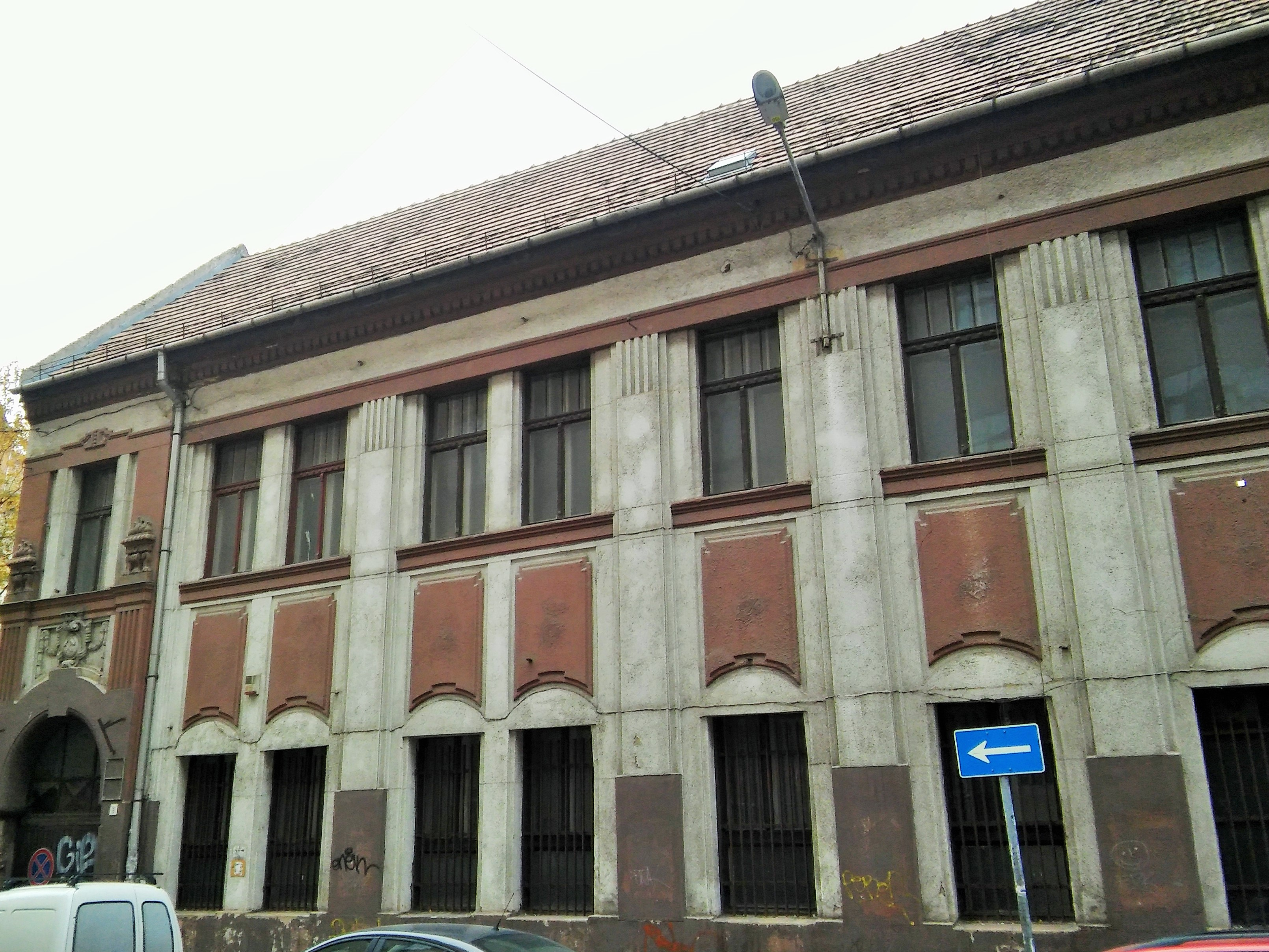
Balzac u. 5.
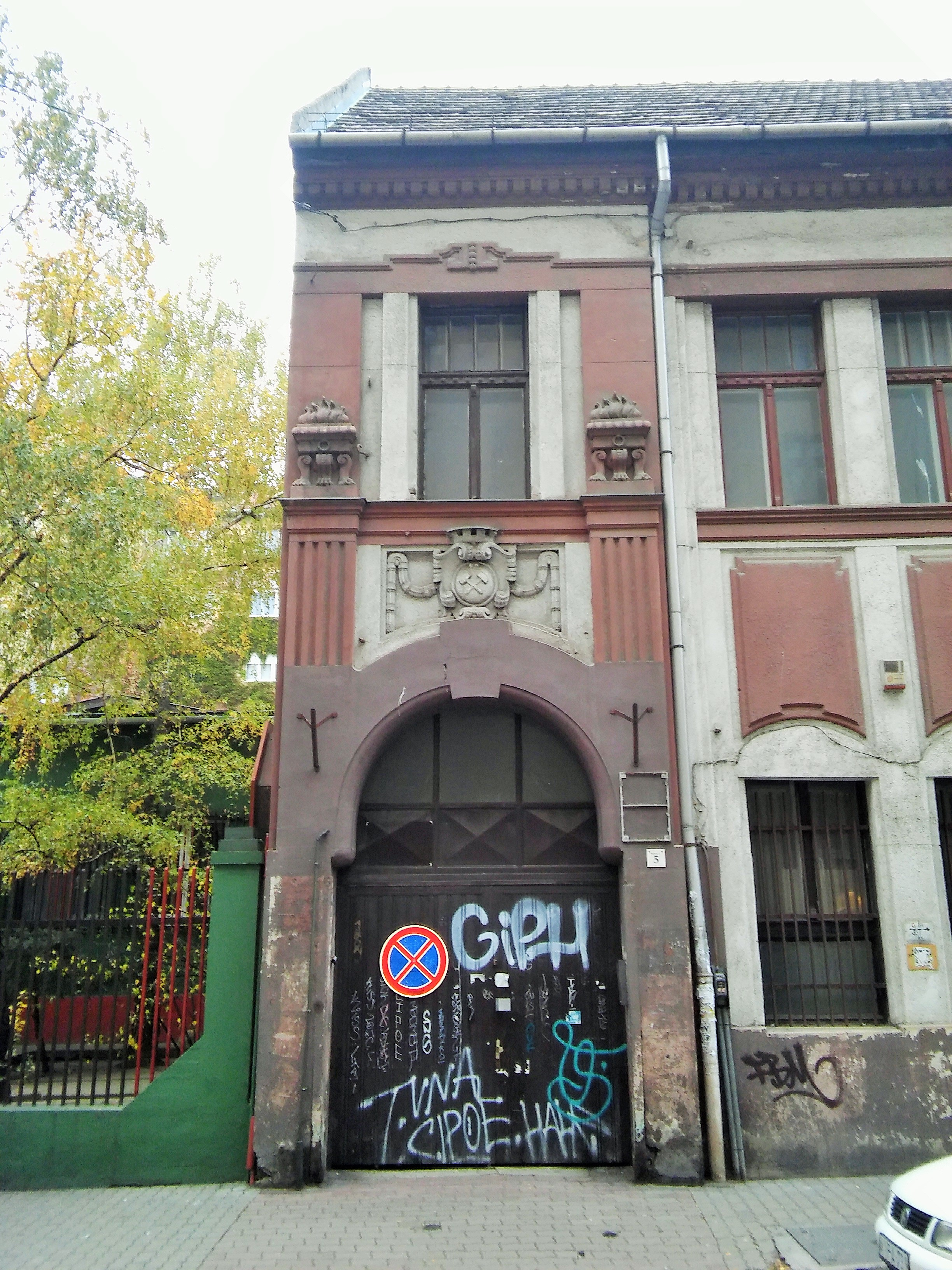
Balzac u. 5.
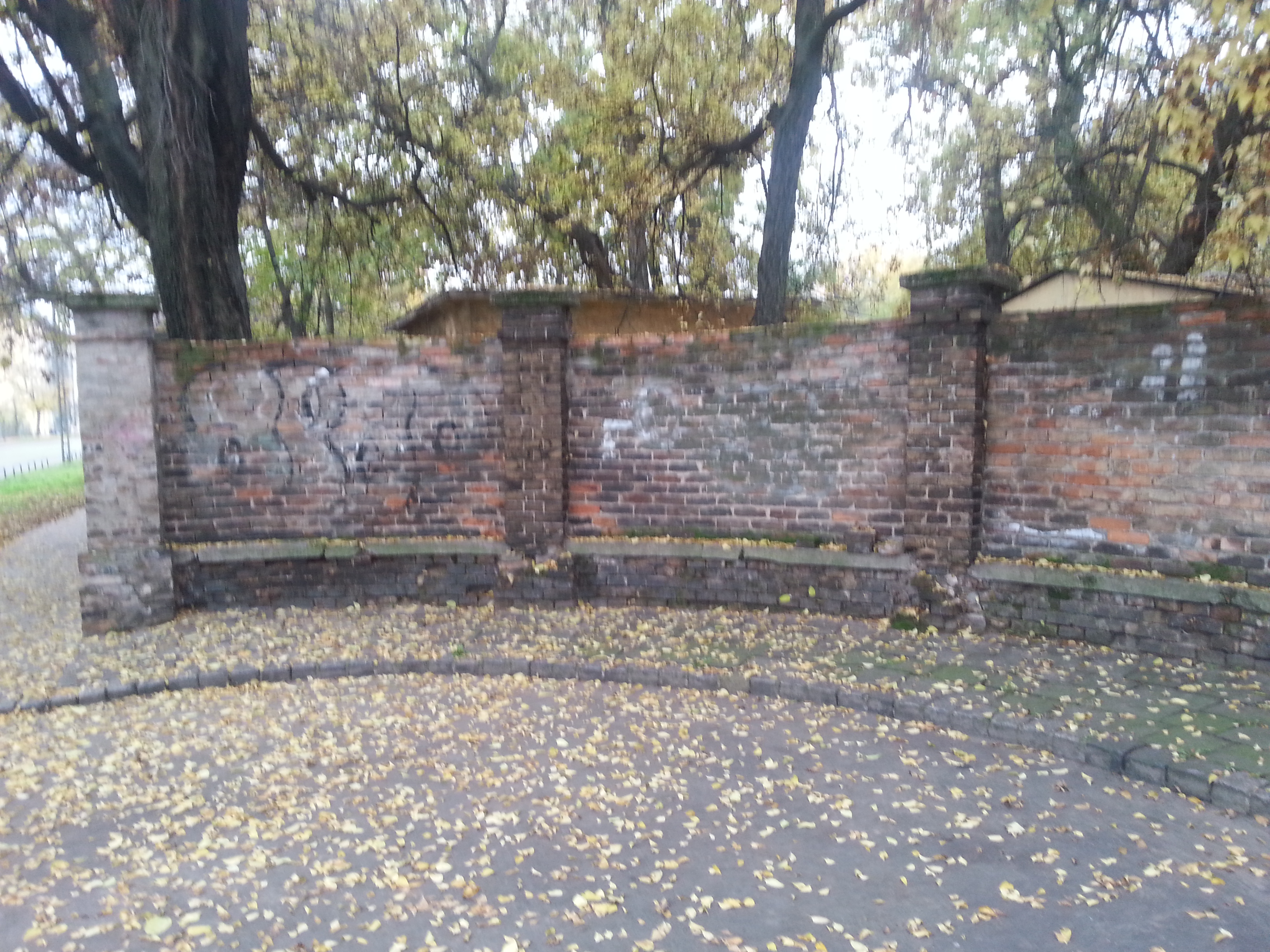
a Budapesti Honvéd Helyőrségi Kórház (ma: Merényi Gusztáv Kórház) kerítése